# Cool'n'Quiet
Cool'n'Quiet是一种通过调整CPU频率和电压，以达到减少CPU的功耗和发热量的技术，这项技术包含在AMD的Athlon 64处理器中。当只运行小型程序或系统负荷较轻时，Cool'n'Quiet就会降低CPU的电压及时钟频率，在部分情况下Cool'n'Quiet还可以减慢风扇转速，籍此降低噪音。
这个技术已经整合在E-步进的皓龙（被称为优化电源管理(OPM)）中，增加了可校验内存（ECC）的支持。

## 開啟Cool'n'Quiet的先決條件
- 支援Cool'n'Quiet的AMD处理器。
- 支援Cool'n'Quiet的主机板以及相应的BIOS。
- 在BIOS開啟該項功能。
- 支援的操作系统[1]。
- 如果操作系统不支援，则需要相应的驱动程式。
- 正确的系统设置。

注意：如果使用者倾向性能而非省電，則不建議開啟Cool'n'Quiet。於控制台的「電源選項」選擇“高效能”即可关闭Cool'n'Quiet功能。

## 支援Cool'n'Quiet的處理器
- 速龍 Athlon 64 - 全部型號
- 速龍 Athlon 64 X2 - 全部型號
- 速龍 Athlon X4 - 全部型號
- 速龍 Athlon 64 FX - FX-53 或更高（僅 Socket 939）
- 閃龍 Sempron - 3000+ 或更高（K8核心）
- 皓龍 Opteron - E-步進或更高，稱為 Optimized Power Management
- Mobile Athlon 64 - 稱為 PowerNow!
- Mobile Sempron - 稱為 PowerNow!
- 炫龍 Turion 64 - 稱為 PowerNow!
- 炫龍 Turion 64 X2 - 稱為 PowerNow!
- 羿龍 Phenom - 全部型號
- 羿龍II Phenom II - 全部型號
- Athlon II
- AMD APU
- AMD FX
- AMD Ryzen
- AMD Epyc